# Thomson Reuters
A Thomson Reuters é uma empresa multinacional de meios de comunicação e informação fundada no Canadá, fruto da aquisição da britânica Reuters pela canadense Thomson Corporation em abril de 2008 por 8,7 bilhões de libras.
A sede da Thomson Reuters está situada na cidade de Toronto. Aproximadamente 24 mil funcionários espalhados pelo mundo trabalham para a empresa. Até 2020, a receita bruta da empresa girava em torno de 5,90 bilhões de dólares.
Servindo quase todos os segmentos da economia global, desde bancos e escritórios de advocacia até corporações multinacionais e governos, Thomson Reuters fornece o conhecimento local para um alcance global em 140 países e 19 línguas. Tem sido um dos maiores fornecedores mundiais de serviços de comunicações especializadas, sendo especializado em economia e negócios. Suas ofertas são direcionados por um lado — como o principal concorrente Bloomberg — para clientes da indústria de negócios e das finanças. Em segundo lugar, o negócio clássico agência de notícias é um pilar importante da empresa. As parcelas da Thomson Reuters são negociadas nas bolsas de valores de Nova York (NYSE: TRI) e Toronto, Toronto Stock Exchange (TSX: TRI).
No Brasil, a Thomson Reuters atua através das unidades empresariais — Financial & Risk, Legal, Tax & Accounting, Intellectual Property & Science, potencializados pela Reuters News. Nos últimos anos, conduziu processos de aquisição de empresas importantes em seus mercados como a editora Revista dos Tribunais, Tedesco e Novaprolink, no segmento jurídico; e da Mastersaf, Conceito W., Fiscosoft, T. Global e Domínio Sistemas, na área de contabilidade e impostos.